# Malmstrom Air Force Base
Malmstrom Air Force Base är en militär flygplats (IATA: GFA, ICAO: KGFA, FAA LID: GFA) och anläggning i Cascade County utanför staden Great Falls i delstaten Montana tillhörande USA:s flygvapen. 
Malmstrom Air Force Base är en census-designated place och hade i 2010 års census en befolkning på 3 472 personer.
På Malmstrom finns 341st Missile Wing, ett av tre förband, som upprätthåller USA:s kärnvapenberedskap med landbaserade interkontinentala kärnvapenrobotar av typen Minuteman III.

## Historik

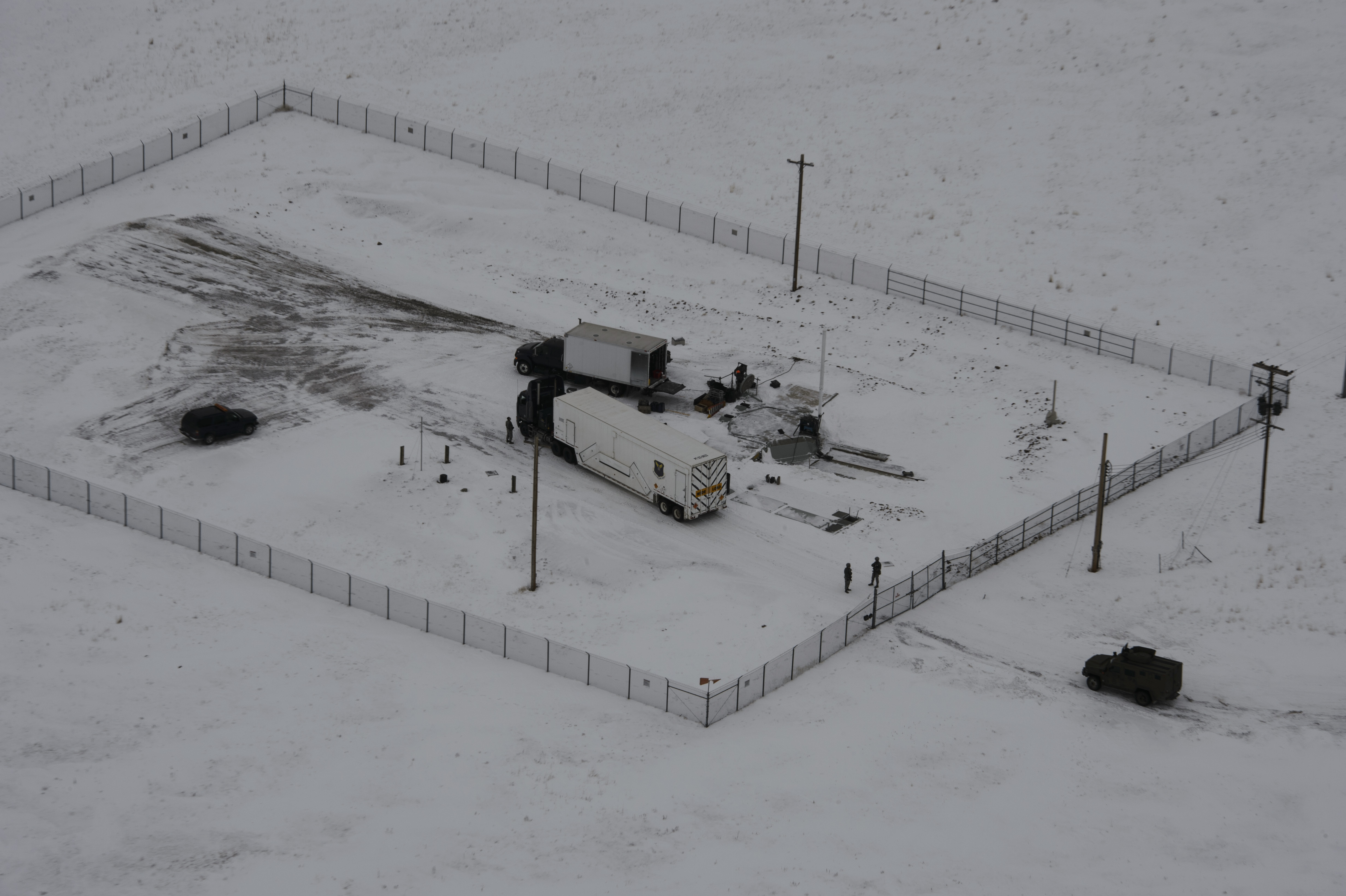
Underhållsarbeten 2014 vid en av de många robotsiloer som ingår i Malmstrom.

På 1940-talet anlades en militärflygbas för U.S. Army Air Forces som från början kallades Great Falls Army Air Base, senare Great Falls Air Force Base.
Basen är från 1955 postumt uppkallad efter överste Einar Axel Malmstrom (1907-1954) som var krigsfånge i Tyskland under slutet av andra världskriget och som dog i en flygolycka med en Lockheed T-33 på platsen. På 1950-talet blev basen basering för flera förband tillhörande Strategic Air Command (SAC) och skulle så förbli under återstoden av det kalla kriget.

## Förband
På Malmstrom Air Force Base finns 341st Missile Wing som ingår i Twentieth Air Force (20 AF) som i sin tur är en del av Air Force Global Strike Command, som operativt är en del av United States Strategic Command. Flottiljens robotsilos är utsprida över en yta på 60 000 km² (ungefär storleken av Skåne, Småland, Halland och Västergötland tillsammans) och är till ytan den största militära anläggningen på västra halvklotet.
40th Helicopter Squadron flyger UH-1 Iroquois för att sköta övervakningen av basens synnerligen skyddsvärda objekt tillsammans med 341st Security Forces Group.
Ett annat förband på Malmstrom är flygvapnets ingenjörstrupper i skvadronen 819th RED HORSE Squadron, som kännetecknas av röda kepsar, som ingår i Fifteenth Air Force (15 AF) som är en del av Air Combat Command. Där finns även 219th RED HORSE Squadron som ingår i Montanas flygnationalgarde.